# Пауки-нестициды
Пауки-нестициды (лат. Nesticidae) — семейство пауков из инфраотряда аранеоморфных (Araneomorphae). Лапки задней пары ног несут гребни из длинных щетинок, участвующие в плетении паутины: с их помощью пауки вытягивают нити секрета, выделяющегося на паутинных бородавках. Край желобка хелицер несёт зубцы. Насчитывают 282 современных вида (16 родов) и 11 ископаемых (4 рода). Распространены всесветно.

## Таксономия
282 современных вида семейства объединяют в 16 родов:
- Aituaria Esyunin et Efimik, 1998 — Россия, Грузия
- Canarionesticus Wunderlich, 1992 — Канарские острова
- Carpathonesticus Lehtinen et Saaristo, 1980 — Восточная Европа, Италия (Carpathonesticus avrigensis)
- Cyclocarcina Komatsu, 1942 — Япония
- Domitius Ribera, 2018[8]
- Eidmannella Roewer, 1935 — распространение всесветное (Eidmannella pallida)
- Gaucelmus Keyserling, 1884 — Африка, Австралия, Азия
- Hamus Ballarin & Li, 2015[9]
- Howaia Lehtinen & Saaristo, 1980[10]
- Kryptonesticus Pavelek & Ribera, 2017[11]
- Nescina Ballarin & Li, 2015 — Китай, Сингапур[9]
- Nesticella Lehtinen et Saaristo, 1980 — Африка, Австралия, Азия
- Nesticus Thorell, 1869typus — Америка, Евразия
  - = Ivesia Petrunkevitch, 1925 (перенесён в Nesticus)[12]
- Pseudonesticus Liu & Li, 2013[13]
- Speleoticus Ballarin & Li, 2016 — Китай, Япония[9]
- Typhlonesticus Kulczynski, 1914 — Черногория[14]
- Wraios Ballarin & Li, 2015 — Китай[9]

### Вымершие представители
Ископаемые останки Nesticidae представлены инклюзами из янтаря, наиболее древние из которых датируются палеогеном. В 1992 году русские палеонтологи Кирилл Юрьевич Еськов и Юрий Михайлович Марусик предложили включить в состав Nesticidae представителей ископаемого семейства Acrometidae (в ранге подсемейства). Однако впоследствии немецкий исследователь Йорг Вундерлих (нем. Jörg Wunderlich) свёл Acrometidae в синонимы другого семейства — Synotaxidae. В настоящее время к ископаемым Nesticidae относят 11 видов из 4 родов:
- †Balticonesticus Wunderlich, 1986
- †Eopopino Petrunkevitch, 1942
- †Heteronesticus Wunderlich, 1986
- †Hispanonesticus Wunderlich, 1986